# القناة (مستوطنة)
القناة (بالعبرية: אֶלְקָנָה) هي مستوطنة إسرائيلية تقع في شمال غرب الضفة الغربية. تأسست المستوطنة في عام 1977 كمستوطنة دينية على أراضي قرية مسحة التابعة لمحافظة سلفيت، وهي تتبع لمجلس إقليمي شمرون. تعتبر القناة من المستوطنات التي أُسست بمبادرة من حركة غوش إيمونيم خلال فترة الثمانينيات. يعتبر المجتمع الدولي المستوطنات الإسرائيلية غير شرعية بموجب القانون الدولي. تعارض إسرائيل ذلك. 

## تاريخ التأسيس
تأسست مستوطنة القناة في عام 1977 في إطار سياسة توسيع الاستيطان الإسرائيلي في الضفة الغربية. جاءت المبادرة من مجموعة من المستوطنين المتدينين الذين كانوا يسعون لإقامة مستوطنة دينية في المنطقة. منذ تأسيسها، شهدت المستوطنة تطورًا ملحوظًا من حيث عدد السكان والبنية التحتية.

## السكان
تتكوّن المستوطنة أساسًا من عائلات دينية ويهودية، ويعيش فيها عدد كبير من المتدينين. يتمتع سكان المستوطنة بتنوع في مجالات عملهم، بما في ذلك: التعليم، التكنولوجيا، الأعمال التجارية، والزراعة. تُعرف المستوطنة بمستوى التعليم المرتفع بين سكانها.

## التعليم
تحتوي المستوطنة على مجموعة من المؤسسات التعليمية الدينية التي تخدم المستوطنين من الأطفال والشباب. تشمل هذه المؤسسات مدارس ابتدائية وثانوية، وتُعطى الدراسة فيها بأطر دينية تتماشى مع القيم الدينية للمستوطنين. توفر المستوطنة تعليمًا متقدمًا يركز على العلوم الدينية والتربية العامة.

## الدين
تعتبر القناة مستوطنة دينية، حيث يلتزم مستوطنوها بالقوانين والطقوس الدينية في حياتهم اليومية. تحتوي المستوطنة على كنيس رئيسي يُعقد فيه الصلوات اليومية والصلوات الخاصة بالأعياد. تعكس الحياة اليومية في القناة التزامًا قويًا بالقيم الدينية.

## البنية التحتية
تتمتع المستوطنة ببنية تحتية متطورة تشمل مدارس، مراكز ثقافية، ومرافق رياضية. يوجد في المستوطنة شبكة طرق متطورة تسهم في تسهيل الوصول إلى المستوطنات الأخرى في المنطقة. كما تحتوي إلقانة على العديد من الخدمات العامة التي تلبي احتياجات المستوطنين.

## الثقافة
تنظّم المستوطنة العديد من الفعاليات الثقافية والاجتماعية على مدار العام، بما في ذلك الاحتفالات بالأعياد والمناسبات الخاصة. كما وتستضيف مجموعات وفرق رياضية، وتقدم أنشطة متنوعة للأطفال والشباب.

## وصلات خارجية
- موقع القناة الرسمي